# Православие в Туркменистане
Православие в Туркмении — христианская деноминация на территории республики Туркмения.
На 2019 год число православных в Туркмении около 485 тыс. человек, что составляет около 9 % населения страны. Из православных церквей в стране представлена лишь Русская православная церковь. Православные приходы в Туркмении административно объединены в благочиние Патриарших приходов, образованное 12 октября 2007 года. В стране действуют 12 православных храмов, в которых служат 15 священников.